# Iridomyrmex occipitalis
Iridomyrmex occipitalis é uma espécie de formiga do gênero Iridomyrmex.